# Hypocala tenuis
Hypocala tenuis là một loài bướm đêm trong họ Noctuidae.